# 575 Renate
575 Renate је астероид главног астероидног појаса са пречником од приближно 21,26 km.
Афел астероида је на удаљености од 2,877 астрономских јединица (АЈ) од Сунца, а перихел на 2,233 АЈ.
Ексцентрицитет орбите износи 0,125, инклинација (нагиб) орбите у односу на раван еклиптике 15,015 степени, а орбитални период износи 1492,439 дана (4,086 године).
Апсолутна магнитуда астероида је 10,90 а геометријски албедо 0,170.
Астероид је откривен 19. септембра 1905. године.